# Ivry-la-Bataille
Ivry-la-Bataille é uma comuna francesa na região administrativa da Normandia, no departamento de Eure. Estende-se por uma área de 7,77 km². Em 2010 a comuna tinha 2 724 habitantes (densidade: 350,6 hab./km²).